# Lasantha Wickramatunga

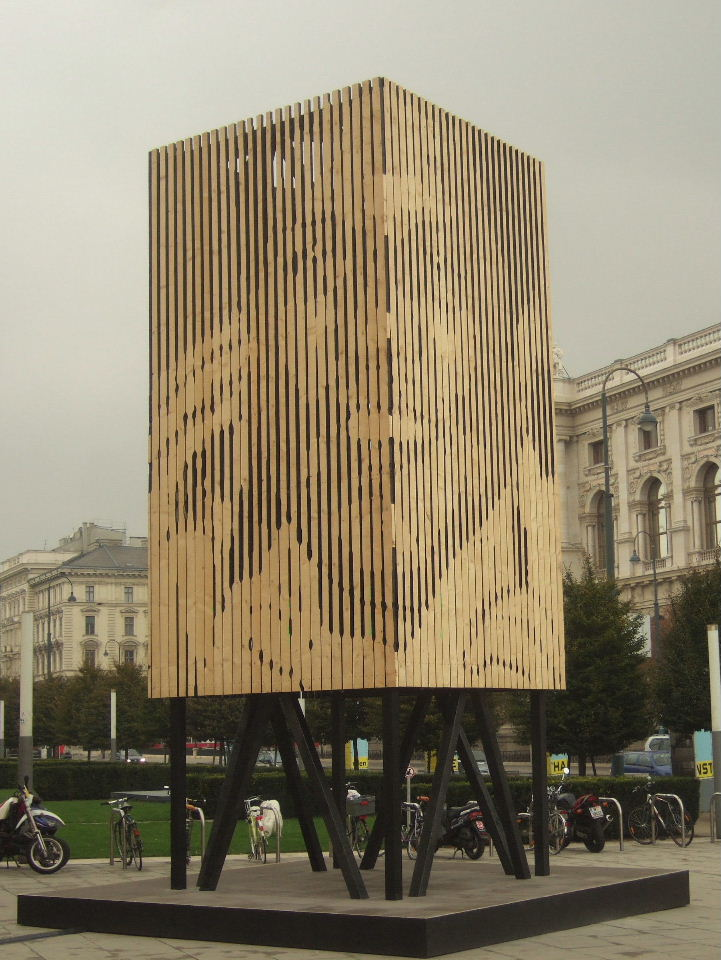
Beeltenis van Lasantha Wickramatunga

Lasantha Wickramatunga (Tamil: லசந்த விக்கிரமதுங்க; ook getranslitereerd als Lasantha Wickrematunge) (5 april 1958 - Dehiwela, 8 januari 2009) was een Sri Lankaans journalist en voormalig hoofdredacteur van de Engelstalige krant Sunday Leader. Wickramantunga stond bekend als een kritisch politiek journalist, hij schreef voornamelijk over het Sri Lankaanse regeringsbeleid, de strijd tegen de Tamiltijgers en corruptie door de overheid waaronder de president van Sri Lanka, Mahinda Rajapaksa.

## Carrière
Wickramantunga was advocaat voordat hij journalist werd voor de nieuwsbladen Island en Sun. Later ging hij schrijven voor de Morning Leader en de Sunday Leader, een krant die hij samen met zijn broer had opgericht. De berichtgeving in beide kranten waren zeer kritisch naar de regering. De redacteurs werden de voorgaande drie jaar continu lastiggevallen en bedreigd. Het kantoorpand waar de redactie van de krant is gevestigd in een beveiligde zone in Colombo werd het doelwit van brandstichting. Wickramantunga deed verslag aan VZG en was ervan overtuigd dat de regering achter deze aanslag zat. Minister van defensie, Gotabhaya Rajapaksa, had talloze zaken lopen bij het gerecht tegen de Sunday leader voor smaad en wilde dat de krant werd verboden om nog zijn naam te gebruiken in enigerlei artikel. Wickramantunga is diverse malen met de dood bedreigd en is verschillende malen opgepakt gedurende zijn carrière.

## Dood
Wickramantunga werd in Dehiwela op 8 januari 2009 omstreeks 10:30 in het hoofd geschoten door een ongeïdentificeerde schutter, terwijl hij in zijn auto op weg was naar zijn werk in Colombo. Volgens ooggetuigen werd Wickramantunga tot stoppen gedwongen door vier mannen gezeten op twee motorfietsen, een van hen sloeg het raam van het portier in en schoot Wickramantunga in het hoofd. Met schotwonden in het hoofd werd Wickramantunga naar het academisch ziekenhuis Kalubowila vervoerd, hier overleed hij echter om 14:10 aan zijn verwondingen. De moordaanslag op Wickramantunga werd alom veroordeeld, de Sri Lankaanse uitgave van de Daily Mirror noemde de moord de 'grootste slag' op de persvrijheid in Sri Lanka. Het Sri Lankaans redacteursgilde houdt de regering verantwoordelijk voor Wickramantungas dood, zij stellen dat de regering niets heeft ondernomen om bekende mediafiguren te beschermen; temeer omdat Wickramantunga al de tweede kritische journalist was die werd vermoord.
In Sri Lanka zijn - sinds het leger in 2006 een militair offensief tegen de Tamiltijgers begon - zeker elf journalisten vermoord. Een is vermist sinds zijn arrestatie twee jaar geleden. De regering zegt niets te maken te hebben met de aanvallen. Mensenrechtenactivisten wijzen erop dat onderzoeken naar eerdere moorden niets hebben opgeleverd.
De regering heeft haar verontwaardiging over de moord geuit en beloofd om alles in het werk te stellen om de daders te pakken te krijgen. De Sri Lankaanse president Mahinda Rajapakse stelde:  "Deze gruwelijke misdaad wijst op de ernstige gevaren voor de sociaal democratische orde van ons land en het bestaan van groeperingen die het gebruik van extreme middelen als terreur en criminaliteit niet schuwen om het land in diskrediet te brengen en de sociale structuur van het land te vernietigen." 
Lasantha Wickramatunga is 50 jaar oud geworden.

## Citaat
Wickramatungas laatste memorabele citaat:

De oorlog winnen? Dan moeten er binnenkort verkiezingen zijn. Het is geen geheim dat de oorlog Mahinda Rajapakses recept is geworden voor electoraal succes; maar wat velen verrast is dat hij ertoe in staat is, telkens weer, om het Sri Lankaanse volk ervan te overtuigen - of tenminste zijn boeddhistische electoraat - dat de overwinning slechts een geweerschot verwijderd is.

## Onderscheiding
In 2009 werd Wickramatunga postuum de Guillermo Cano Internationale Prijs voor Persvrijheid van de UNESCO toegekend.